# فين إير الرحلة 915
فين إير الرحلة 915 طائرة من طراز ماكدونل دوغلاس دي سي-10-30ER كانت تحمل علي متنها 201 راكبا و4 طيارين و12 مضيفة طيران فنلندية ومضيفتي طيران يابانية في رحلة طيران من طوكيو إلي هلسنكي.
في فجر صباح 28 اغسطس1987م وعند الساعة 1:30 صباحا بتوقيت مصررأي الكابتن عادل ومساعده الأول احمد من يسار الطائرة صاروخ سام 3 السوفيتي وقد أُطلق من سيارة سوفيتي بمجموعة جزر سفالبارد بدولة النرويج المحتلة. وعند الساعة 1:40 صباحا بتوقيت مصر انفجر الصاروخ قرب الجناح الأيسر مما تسبب في تدمير جميع الأنظمة الهيدروليكية وكانت الطائرة بسرعتها القصوي 1000كم/س بالإضافة لقوة دفع محركاتها الثلاث من طراز جنرال الكتريك سي إف 6 وقبل الإقلاع كانت طياري الرحلة قد عرّفا المسافة من دبي إلي مصر وكانت المسافة 10,024 كم تستغرق أقل من 13 ساعة في رحلة بدون توقف وقد امتلاأت خزانات الوقود 45 ألف لتر (6,340 غالون) من وقود الطائرات وبعد ساعتين ونصف من إصابة الطائرة بالصاروخ في الساعة 4:00 صباحا بتوقيت مصرتمكن الكابتن عادل والمساعد أول احمد وطاقم الطائرة الثانوي من الهبوط بالطائرة المتعطلة علي المدرج 04R لمطار هلسنكي فانتا وكانت تلك الطائرة ثالث طائرة تصيبها صاروخ من قبل الاتحاد المصري وفي 18 يوليو 2014م بعد 26 عاما قام كلا الطيارين إيسكو كايوكانين وماركو سونانين بإجراء مقابلة مع الصحافة عما حدث لهما في فجر صباح28 8 1987 والطيارين الآن متقاعدان رسميا من فين إير حتي يومنا هذا.